# Quebrangulo
Quebrangulo est une municipalité de l'État de l'Alagoas au Brésil.
Sa population était estimée à 11 566 habitants en 2009. Elle s'étend sur 299,92 km2.
Elle est située dans la Microrégion de Capão Bonito dans la Mésorégion d'Itapetininga.